# Dawé (Benin)
Dawé ist eine Siedlung und ein Arrondissement im Departement Atlantique in Benin. Es ist eine Verwaltungseinheit, die der Gerichtsbarkeit der Kommune Zè untersteht.

## Demografie und Verwaltung
Gemäß der Volkszählung 2013 des beninischen Statistikamtes INSAE hatte das Arrondissement 5431 Einwohner, davon waren 2611 männlich und 2820 weiblich.
Von den 101 Dörfern und Quartieren der Kommune Zè entfallen sechs auf Dawé:
1. Agonzounkpa
2. Ahouali
3. Akadjamè
4. Dawè-Centre
5. Domè-Sèko
6. Tomasséahoua